# Synagoga v Liběšicích
Synagoga v Liběšicích se nachází v jižní části obce Liběšice, ve dvoře čp. 15. Postavena byla v 18. století a o století později došlo k její přestavbě. Svému účelu přestala sloužit již před druhou světovou válkou, a to přibližně ve 20. letech. Na přelomu 20. a 21. století byl zbořen modlitební sál a zbytek budovy někdejší synagogy je využíván jako hospodářské stavení (stodola).